# Os cinco ritos tibetanos

A fonte da juventude (The eye of revelation), de Peter Kelder

Os cinco ritos tibetanos são um sistema de exercícios relatado como tendo mais de 2.500 anos, que foi publicado pela primeira vez por Peter Kelder em uma publicação de 1939 intitulada The Eye of Revelation (A fonte da juventude,  no Brasil).
Os ritos são considerados uma forma de ioga tibetana semelhante à série de ioga que se originou na Índia . No entanto, os Cinco Ritos e a ioga tibetana tradicional enfatizam "uma sequência contínua de movimento" (sânscrito: vinyasa ), enquanto as formas indianas se concentram em "posições estáticas". Embora os Ritos tenham circulado entre os iogues por décadas, os céticos dizem que os tibetanos nunca os reconheceram como práticas tibetanas autênticas.
Os cinco ritos tibetanos também são referidos como "Os cinco ritos", "Os cinco tibetanos" e "Os cinco ritos de rejuvenescimento".
Embora praticamente nada se saiba sobre Kelder, uma fonte relata que ele foi criado como uma criança adotada no meio-oeste dos Estados Unidos e saiu de casa quando era adolescente em busca de aventura. Na década de 1930, Kelder afirma ter conhecido, no sul da Califórnia, um coronel aposentado do exército britânico que compartilhou com ele histórias de viagens e a subsequente descoberta dos Ritos. Originalmente escrito como um livreto de 32 páginas,  a publicação é o resultado das conversas de Kelder com o coronel.
Em seu livreto, Kelder afirma que enquanto estava servindo na Índia, o oficial do exército britânico, coronel Bradford (um pseudônimo), ouviu uma história sobre um grupo de lamas que aparentemente descobriu uma " Fonte da Juventude ". Os "nativos errantes", como ele os chamava, falavam de velhos que inexplicavelmente se tornavam saudáveis, fortes e cheios de "vigor e virilidade" após entrarem em um determinado mosteiro . Depois de se aposentar, o coronel Bradford de Kelder passou a descobrir a lamaseria e viveu com os lamas, onde eles lhe ensinaram cinco exercícios, que eles chamavam de "ritos". De acordo com o livreto, os lamas descrevem sete "vórtices psíquicos" giratórios dentro do corpo: dois deles estão no cérebro, um na base da garganta, um no lado direito do corpo nas proximidades do fígado, um na anatomia reprodutiva e um em cada joelho. À medida que envelhecemos, a taxa de rotação dos "vórtices" diminui, resultando em "problemas de saúde". No entanto, a taxa de rotação desses "vórtices" pode ser restaurada realizando os Cinco Rituais diariamente, resultando em melhora da saúde.
Bradford também foi instruído sobre como realizar um sexto rito, que os lamas recomendavam apenas para aqueles dispostos a "levar uma vida mais ou menos casta (celibatário)". Além disso, Bradford revela informações sobre a importância de quais alimentos se deve comer, combinações adequadas de alimentos e o método correto de comer. Na versão atualizada de 1946 de A fonte da juventude, Peter Kelder revela que o mantra Om (Aum) tem um efeito estimulante muito poderoso na glândula pineal, se entoado corretamente.

## Origens disputadas
Embora a origem dos Cinco Ritos antes da publicação de O Olho da Revelação seja disputada entre praticantes e céticos, uma comparação das ilustrações das posturas mostra uma semelhança notável entre os Ritos e os autênticos exercícios de um sistema traduzido para o inglês como Vajra Body Magical Wheel Sun and Moon Union (em tibetano: 'phrul 'khor  de um sistema traduzido para o inglês como Vajra Body Magical Wheel Sun and Moon Union (em tibetano: རྡོ་རྗེ་ལུས་ཀྱི་འཕྲུལ་འཁོར་ཉི་ཟླ་ཁ་སྦྱོར, Wylie: rdo rje lus kyi 'phrul 'khor nyi zla kha sbyor ). Observou-se, entretanto, que embora essas comparações sejam convincentes, um exame mais atento revela que essas semelhanças são enganosas. Chris Kilham, cujo livro de 1994 The Five Tibetans ajudou a reavivar a popularidade dos Ritos, diz: "Segundo a história, eles foram compartilhados por lamas tibetanos; além disso, nada sei de sua história". Mesmo que a linhagem histórica dos Ritos antes da publicação do livreto de Kelder deva ser verificada, os Ritos foram, no entanto, afirmados por um lama e estudioso da tradição Sa skya do Budismo Tibetano como sendo "uma forma genuína de ioga e foram originalmente adotados de uma linhagem tântrica indo-tibetana autêntica, ou seja, um ciclo de yantra-ioga associado ao Sadnadapadadharma." No entanto, tem-se argumentado que os Cinco Ritos são anteriores à ioga como a conhecemos hoje em até setecentos anos ou mais e, portanto, não poderiam ter derivado das formas tibetana ou indiana de ioga. Além disso, foi sugerido que os Ritos são mais prováveis de terem se originado de um sistema de Kum Nye que, como os Ritos, data de 2.500 anos atrás. No entanto, Kilham afirma que "[o] problema em questão, no entanto, não é a linhagem dos Cinco tibetanos. O ponto é seu imenso valor potencial para aqueles que limparão 10 minutos por dia para praticar."

## Realizando os Ritos
No livreto original O Olho da Revelação, Kelder sugere ficar ereto entre cada um dos Cinco Ritos com as mãos nos quadris e respirar fundo uma ou duas vezes; isso não implica nem sugere que padrões respiratórios específicos devam ser adotados durante a execução dos movimentos. No entanto, as publicações subsequentes, particularmente as de Five Tibetans Teacher e sua autora, Carolinda Witt, contêm edições que recomendam e detalham instruções específicas para respirar durante a execução dos exercícios. Witt e outros praticantes também recomendam tomar cuidado antes de realizar os ritos devido à possibilidade de agravar certas condições de saúde ou sobrecarregar o corpo.
Kelder avisa que, ao realizar o Primeiro Rito, o giro deve sempre ser executado no sentido horário. Ele também afirma que Bradford lembrou claramente que o Maulawiyah, também conhecido como "Dervixes Rodopiantes", sempre girava da esquerda para a direita, no sentido horário. Nenhuma menção é feita à orientação das palmas, embora a ilustração original do Rito na edição de 1939 de A fonte da juventude mostre claramente as duas palmas voltadas para o solo. Aqui surge um ponto de discórdia: os Dervixes Giratórios giram no sentido anti horário, com a palma esquerda voltada para baixo, em direção à terra, e a palma direita voltada para cima, em direção ao céu. No entanto, essa discrepância pode encontrar resolução parcial no fato de que a ioga budista tibetana considera a rotação no sentido horário favorável, enquanto a rotação no sentido anti-horário é considerada desfavorável.

### Primeiro Rito

Rito tibetano 1

"Fique ereto com os braços estendidos, na horizontal com os ombros. Agora gire até ficar ligeiramente tonto. Só há um cuidado: você deve virar da esquerda para a direita. " Se ficar tonto, desacelere ou faça menos repetições. Você também pode melhorar a suavidade de sua técnica ou experimentar alguns remédios naturais.

### Segundo Rito

Rito tibetano 2

"Deite-se de corpo inteiro no tapete ou na cama. Coloque as mãos espalmadas ao longo dos quadris. Os dedos devem ser mantidos juntos com as pontas dos dedos de cada mão ligeiramente voltadas uma para a outra. Eleve os pés até que as pernas estejam retas. Se possível, deixe os pés estenderem-se um pouco sobre o corpo em direção à cabeça, mas não deixe os joelhos dobrarem. Mantenha essa posição por um ou dois momentos e, em seguida, abaixe lentamente os pés até o chão e, nos próximos momentos, deixe todos os músculos do corpo relaxarem completamente. Em seguida, execute o Rito tudo de novo. "
"Enquanto os pés e as pernas estão sendo levantados, é uma boa ideia também levantar a cabeça, então, enquanto os pés e as pernas estão sendo abaixados ao chão, abaixe a cabeça ao mesmo tempo."

### Terceiro Rito

Rito tibetano 3

"Ajoelhe-se sobre um tapete ou esteira com as mãos nas laterais, as palmas das mãos espalmadas contra as laterais das pernas. Em seguida, incline-se para frente o máximo possível, dobrando a cintura, com a cabeça bem para a frente - queixo no peito. A segunda posição deste Rito é inclinar-se para trás o máximo possível. Faça com que a cabeça se mova ainda mais para trás. Os dedos dos pés evitarão que você caia para trás. As mãos são sempre mantidas ao lado das pernas. Em seguida, fique em uma posição ereta (ajoelhada), relaxe o máximo possível por um momento e execute o Rito novamente. "

### Quarto Rito

Rito tibetano 4

"Sente-se ereto no tapete ou carpete com os pés esticados à frente. As pernas devem estar perfeitamente retas - a parte de trás dos joelhos deve estar bem para baixo ou próxima ao tapete. Coloque as mãos espalmadas sobre o tapete, os dedos juntos e as mãos apontando levemente para fora. O queixo deve estar no peito - cabeça para frente. "
“Agora levante suavemente o corpo, ao mesmo tempo dobre os joelhos de forma que as pernas dos joelhos para baixo fiquem praticamente retas para cima e para baixo. Os braços também ficarão verticais, enquanto o corpo, dos ombros aos joelhos, ficará na horizontal. À medida que o corpo é levantado, permita que a cabeça caia suavemente para trás, de modo que penda para trás o máximo possível quando o corpo estiver totalmente na horizontal. Mantenha esta posição por alguns momentos, volte à primeira posição e RELAXE por alguns momentos antes de realizar o Rito novamente. "
"Quando o corpo é pressionado para cima para completar a posição horizontal, tensione todos os músculos do corpo."

### Quinto Rito

Rito tibetano 5

"Coloque as mãos no chão a cerca de meio metro de distância. Então, com as pernas esticadas para trás e os pés também separados por cerca de meio metro, empurre o corpo, e especialmente os quadris, para cima o máximo possível, subindo nos dedos dos pés e nas mãos. Ao mesmo tempo, a cabeça deve ser baixada o suficiente para que o queixo encoste no peito. Em seguida, permita que o corpo desça lentamente até uma posição "flácida". Traga a cabeça para cima, fazendo com que ela seja puxada o mais para trás possível. "
"Os músculos devem ficar tensos por um momento quando o corpo está no ponto mais alto, e novamente no ponto mais baixo."
“Deve ser praticado apenas quando sentir excesso de energia sexual. . . "Fique em pé e lentamente deixe todo o ar sair de seus pulmões ... curve-se e coloque as mãos nos joelhos ... com os pulmões vazios, volte à postura ereta. Coloque as mãos nos quadris e pressione-as para baixo. . . Ao fazer isso, contraia o abdômen o máximo possível e, ao mesmo tempo, levante o tórax.<br> ...<br> mantenha esta posição o maior tempo possível.<br> ...<br> leve o ar para os pulmões vazios, deixe o ar fluir pelo nariz. Quando os pulmões estiverem cheios, expire pela boca. Ao expirar, relaxe os braços. . . Em seguida, respire fundo várias vezes pela boca ou nariz, permitindo que eles escapem pela boca ou pelo nariz. "

## Benefícios alegados de realizar os ritos
De acordo com Kelder, a estada de Bradford no mosteiro transformou-o de um velho cavalheiro curvado com uma bengala em um jovem alto e ereto no auge de sua vida. Além disso, ele relatou que o cabelo de Bradford havia crescido novamente, sem nenhum traço de grisalho. As publicações revisadas de A fonte da juventude, intituladas Segredo Antigo da Fonte da Juventude, também contêm numerosos testemunhos de praticantes dos Ritos, alegando que produzem efeitos médicos positivos, como visão melhorada, memória, potência, crescimento de cabelo, restauração de cores cabelos completamente grisalhos e anti-envelhecimento.  No entanto, as reivindicações quanto aos benefícios dos Ritos são freqüentemente exageradas, resultando em expectativas irrealistas. Os benefícios mais prováveis de serem alcançados são o aumento da energia, redução do estresse e uma maior sensação de calma, clareza de pensamento, maior força e flexibilidade, resultando em uma melhoria geral na saúde e no bem-estar.  Alguns iniciantes relatam vários efeitos desintoxicantes leves, como coriza, dor de cabeça leve, dores nas articulações, gosto metálico na boca e leve náusea, especialmente se eles acumularem repetições dos movimentos muito rapidamente.